# Fortunato Raejntroph
Fortunato Raejntroph   (Nàpols, 6 de març de 1812 - Nàpols, 11 de març de 1878) (de vegades escrit Raientroph o Raeintropf) fou un compositor italià d'origen alemany o eslavó.
Va ser professor de cant a la seva ciutat natal i va compondre algunes òperes que, no obstant la seva fàcil i agradable melodia, no aconseguiren gaire èxit. Va compondre també unes peces per a piano i un gran nombre d'obres religioses.
Entre les principals cal citar:
- Un matrimonio inopinato
- 20 anni d'esilio (Nàpols, 1837);
- L'astuccio d'oro (Nàpols, 1839);
- Stefanella
- La figlia del soldato (Nàpols, 1839);
- Lo Zio Batista (Nàpols, 1843).